# Bruno Sorić
Bruno Sorić (16. svibnja 1894. – 13. lipnja 1942.), u službenim statistikama Međunarodnog olimpijskog odbora vodi se pod talijaniziranim imenom Bruno Sorich, hrvatski je veslač koji je za tadašnju Kraljevinu Italiju osvojio brončanu medalju u osmercu na Olimpijskim igrama u Parizu 1924. godine.
Posada koja je osvojila brončanu medalju uz Bruna Sorića imala je u sastavu još pet Hrvata, tri brata Katalinić: Šimuna, Franu i Antu, te Viktora Ljubića i Petra Ivanova, kao i tri Talijana: Carla Toniattija, Latina Galassa i Giuseppea Grivellija.

## Vanjske poveznice
- Osobni profil
- Posada